# ノース人によるアメリカ大陸の植民地化
ノース人によるアメリカ大陸の植民地化（ノースじんによるアメリカたいりくのしょくみんちか、英: Norse colonization of the Americas）は、10世紀には既に始まっており、ノース人（あるいはノルマン人）の船乗り（ヴァイキングと呼ばれることが多い）が北アメリカの北東縁を含め北大西洋地域を探検し開拓した。
グリーンランドにおけるノース人植民地はほぼ500年間続いたが、これに対して北アメリカ大陸の開拓地は規模が小さく、恒久的なものにまでは発展しなかった。航海がなされる合間に、例えば木材の伐採などを行った可能性があるが、北アメリカ本土にノース人が開拓地を維持したという証拠は無い。

## グリーンランド
アイスランド人のサガに拠れば、アイスランドからのノース人が最初にグリーンランドを開拓したことになっている。時期は980年代であった。このサガが開拓当初のことについて与えてくれる情報の、その信憑性を疑う特別な理由は無いが、サガとは中世アイスランドの書き手や聴衆の文学的先入観を表したものであるだけに、常に信頼できるものではない。このためノース人によるグリーンランドの歴史について、これを一次資料として扱うことはできない。赤毛のエイリーク（古ノルド語ではEiríkr rauði）は、過失による他者の死を犯した後、アイスランドから追放された。その追放の3年の間に、彼はグリーンランドの無人の南西海岸を探検したと言われている。エイリークはこの地域に開拓者を招き入れようと考え、植民の意思を潜ませている者たちを惹き付けるため、わざとグリーンランドという名を選んだ。彼は「この土地に良い名前を与えれば、人々はそこへ移り住みやすくなるだろう」と述べた。彼は、自らの名前をつけたエイリークスフィヨルドという長いフィヨルドの奥地に、その領地「ブラッターフリーズ」を建設した。彼に従った者達にはその土地を分け与えた 。

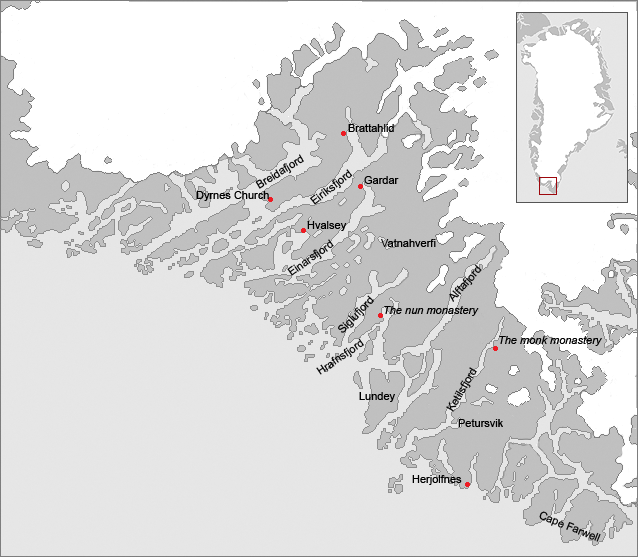
東入植地の地図、現在のカコトック、ナルサークおよびナノルタリクの町をカバーしている。エイリークスフィヨルドとブラッターフリーズ農場が表示され、ガーダーには司教館がある。

開拓の最盛期には東と西の2つの入植地があり、人口は3,000人から5,000人、少なくとも400の農園が考古学者によって同定されている。ノース人のたてたグリーンランドには、ガルダルに司教館があり、セイウチの牙、毛皮、ロープ、羊、鯨あるいはアザラシの脂身、ホッキョクグマのような生きた動物、牛皮革などを輸出した。1261年、住民はノルウェー国王の支配を受け容れたが、独自の法を持ち続けた。1380年、ノルウェー王国はデンマーク王国と私的な合併を締結した（デンマーク・ノルウェー連合王国）。
入植地は14世紀に衰退し始めた。西入植地は1350年頃に放棄され、1378年にはガルダルの司祭も居なくなった。1408年に1件の婚姻が記録された後、入植者に関わる記録は残されていない。東入植地は15世紀後半にはなくなった可能性がある。ただし、正確な年代は特定できていない。最近（2002年）の放射性炭素年代測定によって、ノース人の入植地は西暦1430年プラスマイナス15年まで存在したことが分かった。この衰退を説明するため、幾つかの説が提示されてきた。この頃の小氷期によってグリーンランドとヨーロッパとの航海が難しくなり、さらにはグリーンランドで農業を営むことが難しくなったこと。またグリーンランドが輸出していた牙はアフリカからのより安価な象牙によってヨーロッパ市場での競争力が無くなったこと、などである。グリーンランドに住む人々との接触が無くなったにも拘わらず、ノルウェー＝デンマーク王室はグリーンランドを領有地であると考え続け、この島の存在が地理学者から忘れられることはなかった。グリーンランドより西にある土地も記憶されていた可能性がある。
グリーンランドに、昔のノース人の文明が残っているかどうかは分からなかった。もし仮に残っていたとして、スカンディナビア半島で宗教改革が進んでから200年も経った末、カトリックが残っているかも分からないままに、1721年にはノルウェーの宣教師ハンス・エーゲデが率いる商人と聖職者の合同遠征隊が派遣された。この遠征隊はヨーロッパ人の生存者を発見できなかったが、この島に対するデンマークの領有主張の始まりになった。

## ヴィンランドとランス・オ・メドゥ

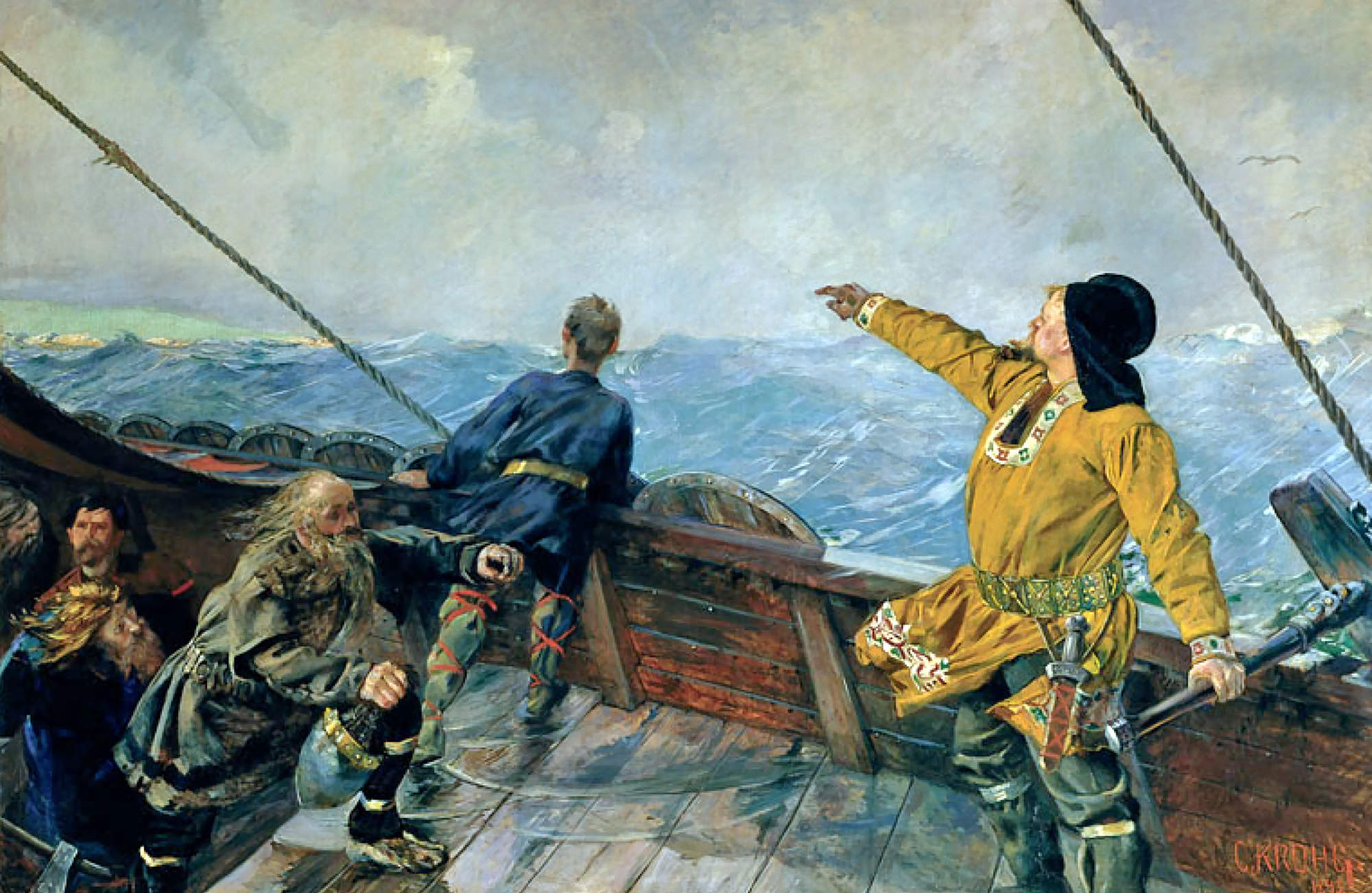
レイフ・エリクソンがアメリカを発見した様子を描くクリスチャン・クロークの絵、1893年

アイスランドのサガ（赤毛のエイリークのサガおよびグリーンランド人のサガの、ハウクスボークとフラート島本の章）によると、ノース人がグリーンランドの開拓地を設立してからほんの数年後、彼らはその西側にある土地の探検を始めていた。985年、アイスランドからグリーンランドまでの行程を、400人ないし700人の開拓者を乗せた25隻の船隊が出発し、そのうち、ビャルニ・ヘルヨルフソンという商人が風に吹き流されてコースを外れ、3日間航海した後に西の土地を目撃した。ビャルニはその父の農園を見出すことにしか興味がなかったが、その発見の模様をレイフ・エリクソンに告げた。エリクソンはその地域を詳細に探検し、15年後には小さな開拓地を造った。
サガによれば、この探検期間に発見された3つの地域がある。平らな石の土地を意味する「ヘッルランド」、森の土地を意味する「マルクランド」、それにより幾らか南のワインの土地を意味する「ヴィンランド」だった。マルクランドは、樹木の少ないグリーンランドの開拓者には絶大な興味があった。ヴィンランドについては近代の言語学者が草原の大地を意味すると主張している。サガで述べられている開拓地はヴィンランドだった。
エイリークの子供達、レイフ、ソルヴァルド、ソルステインおよび妹のフレイディースの4人は全て北アメリカ大陸を訪れることになり、ソルヴァルドはそこで死んだ。

### レイフの冬季宿営
ビャルニが説明した経路、目印、潮流、岩礁および風を頼りとし、レイフは、ビャルニが使ったのと同じクナール船に35人の乗組員を乗せ、新世界に向けて1,800マイル (2,880 km) を航海した。レイフはヘッルランドを「平坦で森があり、何処まで行っても広く白い浜があり、海岸線はなだらかに傾斜している」と表現した。レイフとその仲間は、父のエイリークがこの遠征隊を率いることを望み、エイリークにそう伝えた。しかし、エイリークが息子の航海に加わる際、海岸近くの濡れた岩に乗っていた馬が足を滑らせた。彼は落馬し、怪我をしたために後に残った。
1001年、レイフはおそらくニューファンドランド島の北端にあるケープ・ボールド近くで冬を過ごしており、ここでのある日、彼の育ての親でドイツ人であるティルカーが酒に酔っているのを見付けている。このことについてサガでは、この地域で自生している「ワインベリー」、スカッシュベリー、グーズベリーおよびクランベリーのことを記述している。発酵したベリーをレイフがワインと表現したかについては諸説ある。
さらに「古ノルド語」では、「ヴィン」という言葉の「ィ」の音が短音か長音であるかによって意味が異なる。長音の場合はワインを意味し、短音の場合は牧草地あるいは草地を意味する。このことについて議論が続いているが、最近の言語学的研究では、ヴィンランドが牧草地や草地を意味するという説が有力になっている。
レイフは「レイフスボダルナ」で穏やかにもう一冬を過ごし、その後、父に対する子としての義務を果たすために、グリーンランドのブラッターフリーズに戻った。

### ソルヴァルドの航海
1004年、レイフの弟ソルヴァルドは30人の乗組員と共にニューファンドランドに航海し、その年の冬をレイフの宿営地で過ごした。春になって、ソルヴァルドは革で覆われたカヌー3隻の下で眠っていた先住民（スクレリング）9人を襲った。9人目の犠牲者は逃げ帰り、間もなく軍勢を連れてノース人宿営地に戻ってきた。ソルヴァルドはバリケードをすり抜けてきた矢に当たって殺された。その後も短いあいだ敵対関係が続いたが、ノース人はもう一冬を過ごし、翌春にそこを離れた。その後レイフのもう1人の弟ソルステインが新世界に旅して、兄の遺体を回収したが、一夏留まっただけとなった。

### カルルセフニの遠征
「勇者ソルフィン」とも呼ばれたソルフィン・カルルセフニが、家畜と160人の男女を3隻のクナール船に乗せてここを訪れたのが1009年のことだった（別の史料では開拓者の数を250人としている）。厳しい冬の後で南に向かい「ストラウムフィヨルド」で上陸したが、その後恐らくは潮流が激しかったために、「ストラウムセイ」に移った。ここでは先住民とノース人の間に友好的な関係が結ばれたしるしがある。両者は、毛皮や灰色リスの皮と、ミルクや先住民が頭飾りに巻くための赤い布とを物々交換した。
ここで矛盾する話がある。一説では、カルルセフニ達の飼っていた牛が森の中から突然出てきて、先住民を驚かせたので、先住民は革製の船に走り込み、それを漕いで逃げたというものである。3日後、彼等は軍勢と共に戻ってきた。先住民は「濃い青色で、柱の先に大きな球がついた」羊の腹ほどある物を持ち上げるカタパルトを使った。これがノース人の頭の上を飛び交い、大きな音を立てた。ノース人は引き下がった。レイフの異腹姉妹の娘、フレイディース・エリクスドッティルは妊娠しており、逃げ出したノース人について行けなかった。フレイディースは「そんな惨めな恥知らず」から逃げていく者達に留まるよう呼びかけ、武器があればもっとましなようにできると付け加えた。彼女は先住民に殺された男の刀を掴んだ。続いて胴着から乳房の一つを引き出し、それを刀で打った。これに驚いた先住民は逃げ出した。

## 恒久的植民地の不成立

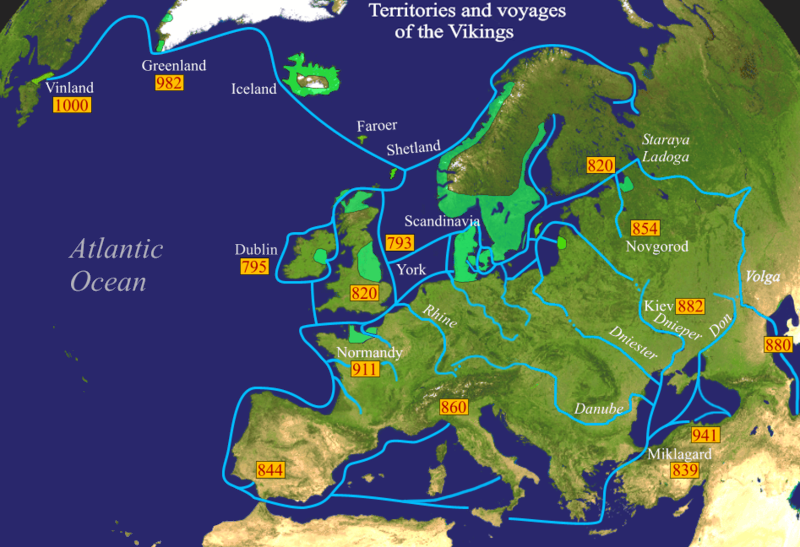
ヴァイキングの領土と航海

北アメリカ大陸の開拓地では、毛皮や特別な木材など、グリーンランドにはほとんど無い天然資源の利用を目指していた。この短期間ひらかれた開拓地が、なぜ恒久的なものにならなかったかは明らかでないが、理由の一つとしてノース人がスクレリングと呼んだ先住民と敵対したことが考えられる。それでも飼料、木材および先住民との交易を求めて、マルクランドに散発的な航海を行うのは400年間続けられたはずである。
ノルウェー国王オーラヴ3世（在位1066年-1080年）を描いた貨幣（メイン・ペニー）が、アメリカ合衆国メイン州の先住民考古学遺跡から発見されたと言われるように、航海が続いたという証拠は、11世紀とそれ以降もノース人と先住民との交流があったことを示唆している。1347年からあるアイスランドの年代記には、木材を積んだ小さなグリーンランドの船が18人の乗組員を乗せ、マルクランドからグリーンランドに戻ろうとしている最中、アイスランドに到着した、とされている。さらにノース人の物資が、幾つかのイヌイットの集落から発掘されてきた。

## その後の展開
クリストファー・コロンブスの航海によって、アメリカ大陸におけるヨーロッパ人の大規模植民地化への道が開かれてから数世紀、ノース人が北アメリカに実際に航海したのかという話は不明確なままだった。1837年にデンマーク人古物商カール・クリスチャン・ラフンが、ノース人による北アメリカ開拓、あるいは航海の可能性を指摘したとき、これらのサガは初めて真剣に取り上げられた。

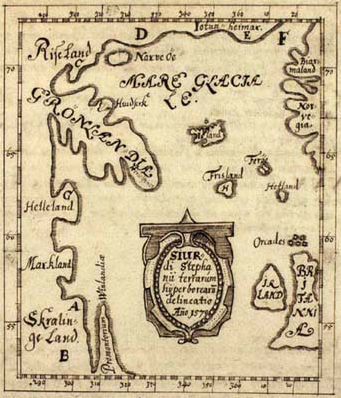
スカールホルトマップ

ブレーメンのアダムによって1075年頃に書かれた文献では、北アメリカが「ヴィンランド」という名前で初めて言及されている。13世紀から14世紀以後に、北アメリカとそこでのノース人の昔の活動について書かれた最も重要な作品、すなわちアイスランド人のサガが書物として成立した。
1960年代、考古学者のアン・スタイン・イングスタッドと、その夫でアウトドア派の著作家ヘルゲ・イングスタッドは、ニューファンドランド島のランス・オー・メドーでノース人開拓地を発掘した。このとき、この問題は決定的なものになった。サガで言及される様々な土地の場所は現在でも明らかでない。多くの歴史家はヘッルランドを現在のバフィン島に、マルクランドをラブラドール地方に同定している。ヴィンランドの位置は異論の多い問題である。多くの者は、ランス・オー・メドーが、サガで述べられているヴィンランド開拓地であると考えているが、ヴィンランドはニューファンドランドよりも暖かい土地であり、もっと南にあったと主張する者もいる。
ルーン文字（北欧の古代文字）が刻まれた石碑とされるものが北アメリカで見つかっており、その最も有名なものがケンジントン・ルーンストーンである。ある者はこれをノース人による探検で生まれた人工物と考えるが、ほかの人々には概してでっち上げと考えられている。北アメリカを表した地図が2つある。その1つ、ヴィランドマップはノース人による探検に関連づけて考えられるが、しかし現代のねつ造品とも考えられている。もう1つ、スカールホルトマップは1570年にアイスランドの教師が作ったものである。